# Loren Avedon

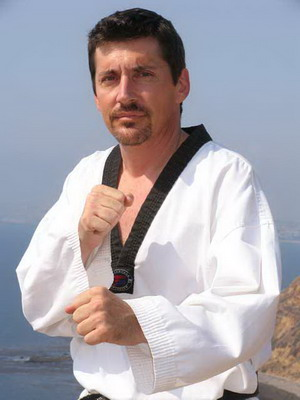
Loren Avedon, 2016

Loren Avedon (* 30. Juli 1962 in Los Angeles) ist ein US-amerikanischer Schauspieler.

## Leben
Avedon stand bereits mit 5 Jahren in mehreren Werbespots vor der Kamera. Neben vielen Auftritten in Martial-Arts-Filmen wie Karate Tiger 2, Kick-Boxer 2 – Blutsbrüder und Karate Tiger 5 – König der Kickboxer der namentlichen Fortsetzungen von Karate Tiger spielte er unter anderem auch in Fernsehserien wie Baywatch – Die Rettungsschwimmer von Malibu und Thunder in Paradise – Heiße Fälle, coole Drinks in einigen Folgen mit. Für die Filme Deadly Ransom (1998) und The Silent Force (2001) war Avedon sowohl als Schauspieler als auch als Koproduzent tätig, bei Deadly Ransom weiterhin als Drehbuchautor. Für den Film Tiger Claws III stand Avedon sowohl als Schauspieler vor der Kamera als auch als Regieassistent dahinter.
Avedon hat den 5. Dan des schwarzen Gürtels im Taekwondo der WTF und den 8. Dan des schwarzen Gürtels im Hapkido der IHA.

## Filmografie (Auswahl)
- 1984: Furious
- 1985: Survival
- 1985: Die gelben Teufel von Los Angeles (Los Angeles Streetfighter)
- 1987: Karate Tiger 2 (No Retreat, No Surrender 2: Raging Thunder)
- 1990: Kick-Boxer 2 – Blutsbrüder (No Retreat, No Surrender 3: Blood Brothers)
- 1990: Karate Tiger 5 – König der Kickboxer (The King of the Kickboxers)
- 1991: In Living Color – Krishnia Cop
- 1992: Fighting Spirit
- 1992: Baywatch – Die Rettungsschwimmer von Malibu – Königliche Romanze (3.8)
- 1993: Baywatch – Die Rettungsschwimmer von Malibu – Schmutzige Kämpfe (3.21)
- 1994: Operation Golden Phoenix
- 1994: Thunder in Paradise – Heiße Fälle, coole Drinks (zwei Folgen)
- 1995: Grid Runners – Im Wettlauf mit der Zukunft (Virtual Combat)
- 1996: Safety Zone
- 1996: Carjack
- 1998: Deadly Ransom, auch: Fight Explosion
- 1998: Killing Past
- 1999: Martial Law-Der Karate-Cop – Captive Hearts
- 2000: Tiger Claws III, auch: Tigerkralle 3, auch: Tigerkralle III
- 2000: Manhattan Chase
- 2001: The Silent Force
- 2002: Final Punch, auch: Kickbox Hero – Kampf des Unbesiegbaren (The Circuit)
- 2003: Into the Heat
- 2004: Drei Ladies Undercover – Remember When
- 2006: Circuit 3: The Street Monk